# Кара Богаз гьол
Кара Богаз Гол (на туркменски: Garabogazköl, букв. – „езерото на черния проток“; (на руски: Кара-Богаз-Гол) е залив-лагуна в източната част на Каспийско море, заемащ крайната северозападната част на Туркменистан. Отделен е от морето чрез дълъг около 60 km насип, прорязан с тесен (от 200 m до 1 km) едноименен проток с дължина към 2016 г. 7,5 km. Поради силното изпарение, площта на залива значително се изменя според сезона, но средно е около 12 хил.km². Максимална дълбочина 3,5 m. Нивото на водата в залива е с 4,5 m по ниско от нивото на Каспийско море, което обуславя постоянния приток на морска вода в залива със средна скорост до 1 m/s (в отделни случаи до 3 m/s). Разликата в нивата на залива и морето е причинена от удълбаването на протока и превръщането му в своеобразна „морска река“ с водопад с височина около 4 m. По този начин заливът ежегодно „поглъща“ около 10 – 12 km³ вода от Каспийско море, която непрекъснато се изпарява и по този начин нивото на залива остава винаги по-ниско от това на морето. Солеността на водата на Кара Богаз Гол е съвсем различна от тази в Каспийско море и е достигала в началото на 1980-те години до 310 ‰. Кара Богаз Гол дължи солеността си основно благодарение на високото съдържание на глауберова сол (мирабилит), отложена в дебел слой по дъното на залива.

## Етимология
Кара Богаз Гол на тюркски означава „черно гърло“. Наподобяващият уста залив, непрестанно смуче от морските води. Заливът е всявал суеверен страх у номадите и моряците. В представата на хората е бил залив на смъртта и отровната вода.
Оловно-сивият залив е наричан още „море на бялото злато“, тъй като през зимата на бреговете му се кристализира мирабилит. Също така е едно от най-големите находища на този минерал.

## Регулиране
Малката дълбочина на съединяващия проток не позволява на солената вода на Кара Богаз Гол да се оттече в Каспийско море, а постъпващата вода напълно се изпарява в залива без никакъв обмен с основния водоем. По този начин лагуната оказва огромно влияние на водния и солен баланс на Каспийско море – всеки кубически километър морска вода внася в залива 13 – 15 млн. тона различни соли. Ежегодно в залива постъпват 8 – 10 кубически километра вода, при високи нива на водата в Каспийско море – до 25 кубически километра.
В периода от 1950-те до 1970-те години нивото на Каспийско море бързо намалява. Това съвпада със строителството на ВЕЦ на река Волга. За да се възпре този процес е взето решение да се прегради протока.
През 1980 г. е построена дига, отделяща Кара Богаз Гол от Каспийско море. Заливът започва да изсъхва и се превръща в солена пустиня. Но през това време нивото на Каспийско време започва неочаквано бързо да се увеличава. През 1984 г. за да осъществи регулиран отток и спасяване на залива е построено водопропускателно съоръжение. Пробитите в дигата отверстия за 11 тръби не дават нужния ефект – морето продължава да се пълни, а заливът се засушава постепенно. Затова през 1992 г. дигата е взривена. Протокът отново пропуска вода, а Кара Богаз Гол се възстановява още през 1990-те години. Все пак дигата успява да бъде в ущърб на промишления добив на мирабилит, защото докато тя все още съществува се появяват сухи ветрове, засипващи с пясъци находищата на мирабилит.

## Соленост
Солеността на залива е около 300 – 350 gr/l, докато средната соленост на Каспийско море е 12,85 gr/l. Поради изключително високата си соленост, заливът е съизмерим с Мъртво море и няма морска растителност. Солните находища, натрупани на южния бряг са добивани от местното население от 1920-те години, но през 1930-те години индивидуалният добив спира и промишлеността се премества на северозапад до съвременния център близо до Гарабогаз. От 1950-те години до днес са изпомпвани подземни води от нива, по-ниски от самия залив, даващи по-ценни видове соли. През 1963 г. при Гарабогаз започва строежът на завод за производство на сол – целогодишно и независимо от естественото изпарение. Заводът е завършен през 1973 г.